# IPO13
IPO13‏ (Importin 13) هوَ بروتين يُشَفر بواسطة جين IPO13 في الإنسان.